# Octopus warringa
Octopus warringa är en bläckfiskart som beskrevs av Stranks 1990. Octopus warringa ingår i släktet Octopus och familjen Octopodidae. Inga underarter finns listade i Catalogue of Life.